# Innere Stadt (Wiedeń)
Innere Stadt ([ˈɪnəʀə ʃtat]ⓘ; tłum. jako śródmieście) – pierwsza dzielnica Wiednia obejmująca centrum z najstarszą częścią miasta.
Dzielnica tradycyjnie podzielona jest na cztery kwartały: Stubenviertel (północny wschód), Kärntner Viertel (południowy wschód), Widmerviertel (południowy zachód), Schottenviertel (północny zachód).
Graniczy z dzielnicami: Leopoldstadt od północnego wschodu, Landstraße od wschodu, Wieden oraz Mariahilf od południa, Neubau oraz Josefstadt od zachodu oraz Alsergrund od północy.

## Zabytki
- Albertina – galeria założona w 1768 roku, posiada jedną z największych na świecie kolekcji grafik.
- Burgtheater – najbardziej prestiżowy teatr w krajach niemieckojęzycznych, oficjalne otwarty 14 marca 1741 roku.
- Graben – jedna z najbardziej prestiżowych ulic w Wiedniu.
- Hofburg – barokowo-klasycystyczny pałac władców Austrii.
- Lutherische Stadtkirche – dawny renesansowy kościół klasztorny Klarysek.
- Naturhistorisches Museum – największe muzeum w Wiedniu, posiadające ogromne zbiory z dziedziny historii nauturalnej.
- Maria am Gestade – najstarszy gotycki kościół w Wiedniu.
- Peterskirche – reprezentacyjna świątynia barokowa.
- Reformierte Stadtkirche – klasycystyczny, najstarsza świątynia protestancka w mieście.
- Ruprechtskirche – najstarszy kościół Wiednia.
- Stephansdom – katedra rzymskokatolicka, siedziba wiedeńskich arcybiskupów.
- Stadttempel – jedyna czynna przedwojenna synagoga w Wiedniu, która nie została zniszczona podczas nocy krysztalowej oraz II wojny światowej.
- Kolumna morowa – barokowa kolumna Trójcy Świętej.

## Ludność
| Rok  | Ludność |
| ---- | ------- |
| 1869 | 68 079  |
| 1880 | 72 688  |
| 1890 | 70 167  |
| 1900 | 58 736  |
| 1910 | 53 326  |
| 1923 | 43 045  |
| 1939 | 33 027  |
| 1951 | 34 654  |
| 1961 | 32 243  |
| 1971 | 25 169  |
| 1981 | 19 537  |
| 1991 | 18 002  |
| 2001 | 17 056  |
| 2005 | 17 289  |

W 1869 roku w Innere Stadt mieszkało 68 079 mieszkańców. Jedenaście lat później w 1880 roku odnotowano największą liczbę ludności w historii Innere Stadt – 72 688 mieszkańców. W kolejnych latach liczba ludności w zaskakującym tempie znacznie zmalała z 70 167 w 1890 roku do 17 289 w 2005 roku. Duży wpływ na taką sytuację miał rozwój i rozrost miasta oraz dwie wojny światowe.
Religijność
- 51,3% – Kościół rzymskokatolicki
- 6,6% – kościoły protestanckie
- 5,1% – kościoły prawosławne
- 3,3% – wiedeńska gmina żydowska

Pozostałe 22,7% mieszkańców należy do innych związków wyznaniowych lub do nich nie należy.

## Polityka
| Prezydenci dzielnicy po 1945 roku | Prezydenci dzielnicy po 1945 roku |
| --------------------------------- | --------------------------------- |
| Theodor Köpl (KPÖ)                | kwiecień 1945 – sierpień 1945     |
| Fritz Schuckeld (SPÖ)             | sierpień 1945 – październik 1945  |
| Adolf Planek (SPÖ)                | październik 1945–1946             |
| August Altmutter (ÖVP)            | 1946–1948                         |
| Franz Eichberger (ÖVP)            | 1948–1951                         |
| Otto Friesinger (ÖVP)             | 1951–1968                         |
| Heinrich Anton Heinz (ÖVP)        | 1968–1987                         |
| Richard Schmitz (ÖVP)             | 1987–2001                         |
| Franz Grundwalt (ÖVP)             | 2001–2005                         |
| Ursula Stenzel (ÖVP)              | od 2005                           |

## Galeria

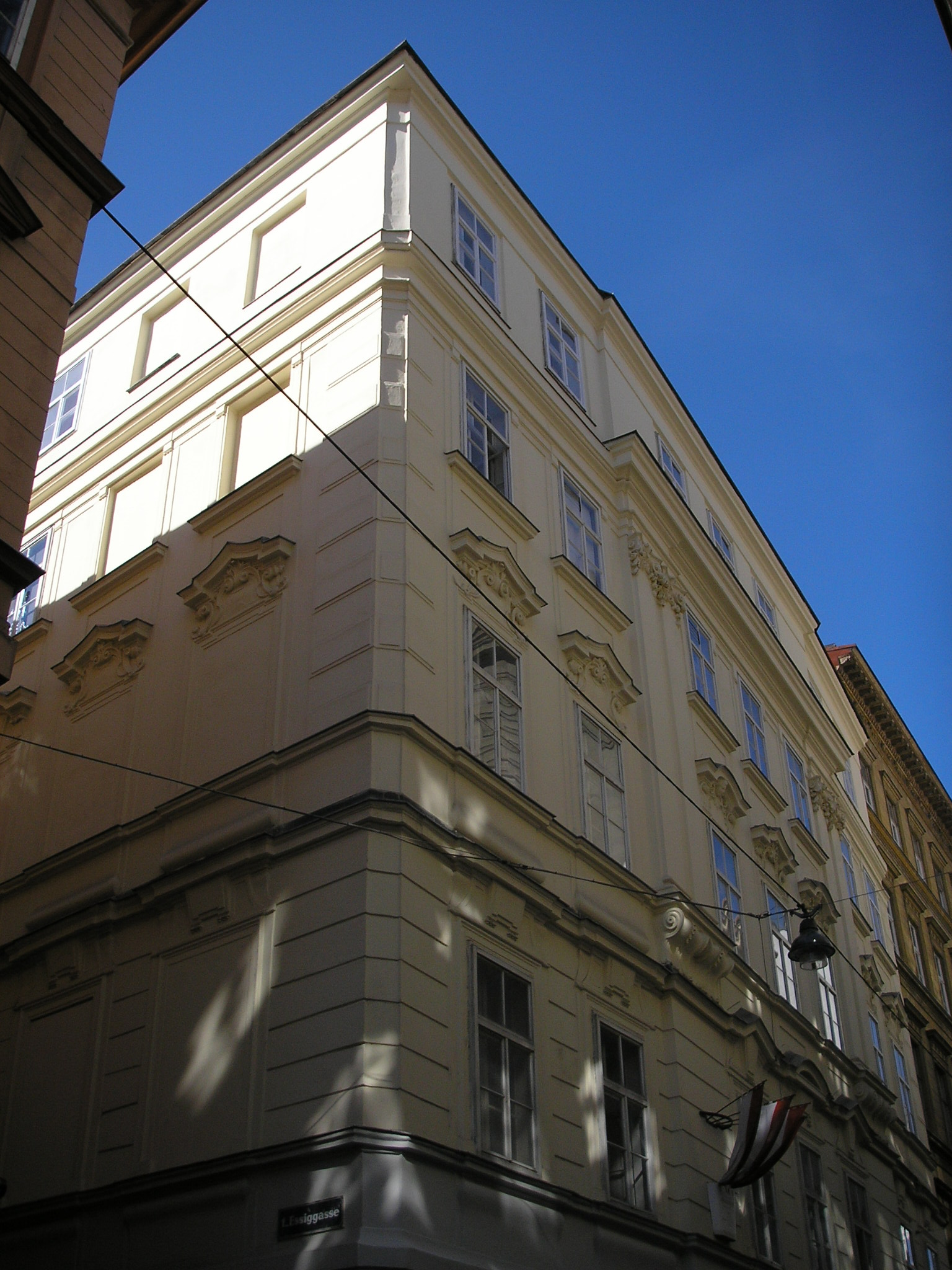
Palais Seitern
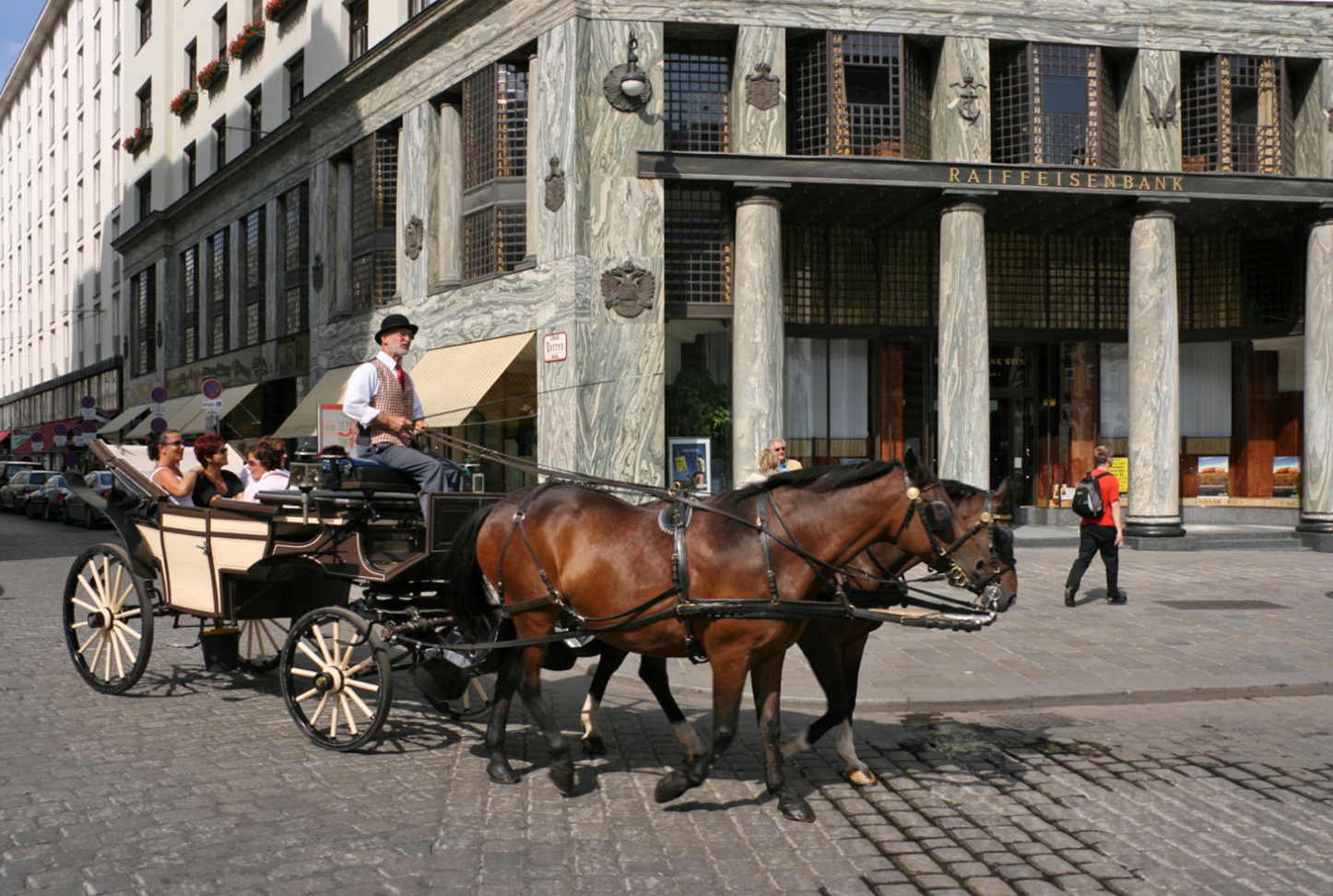
Michaelerplatz
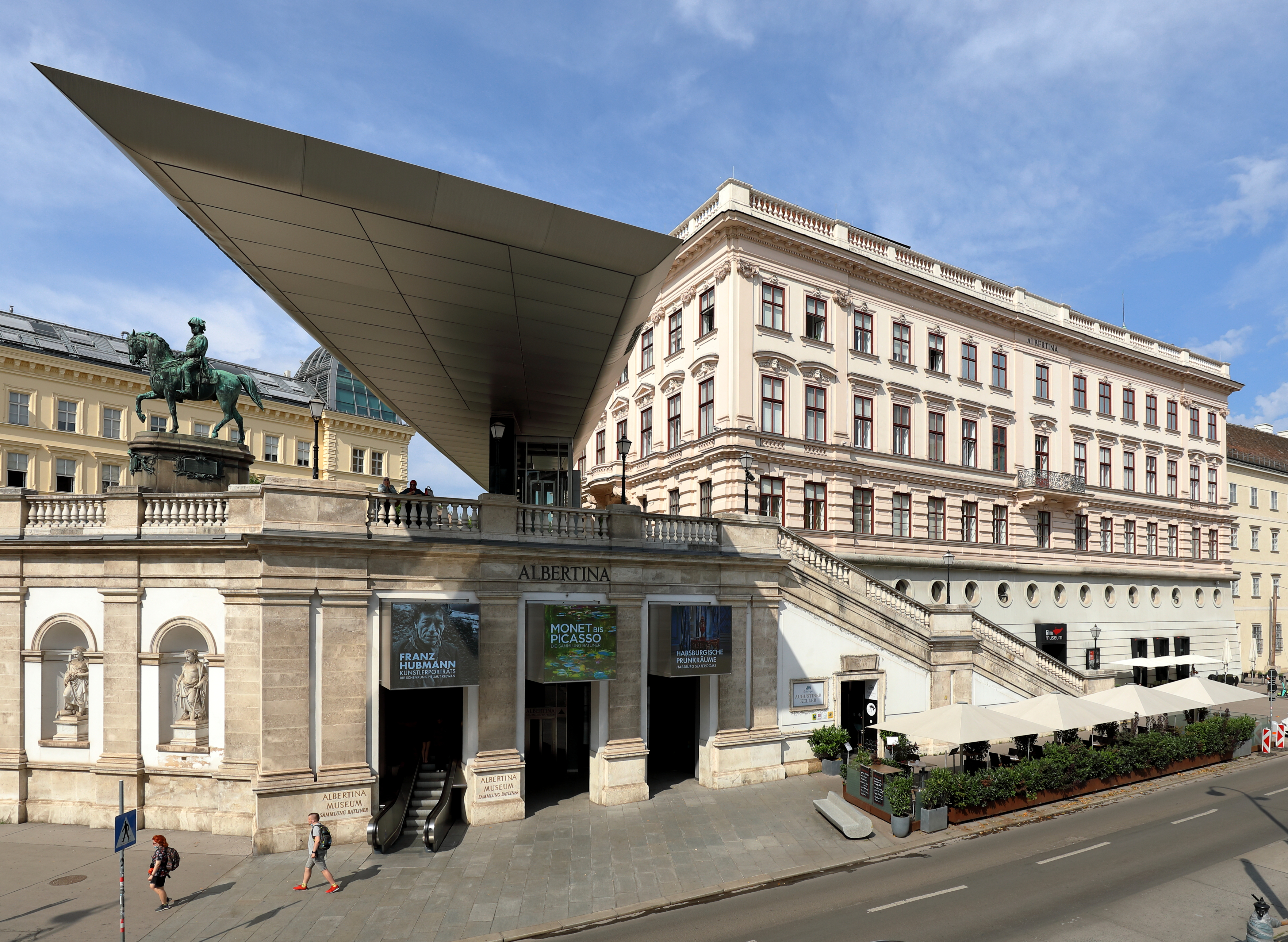
Albertina
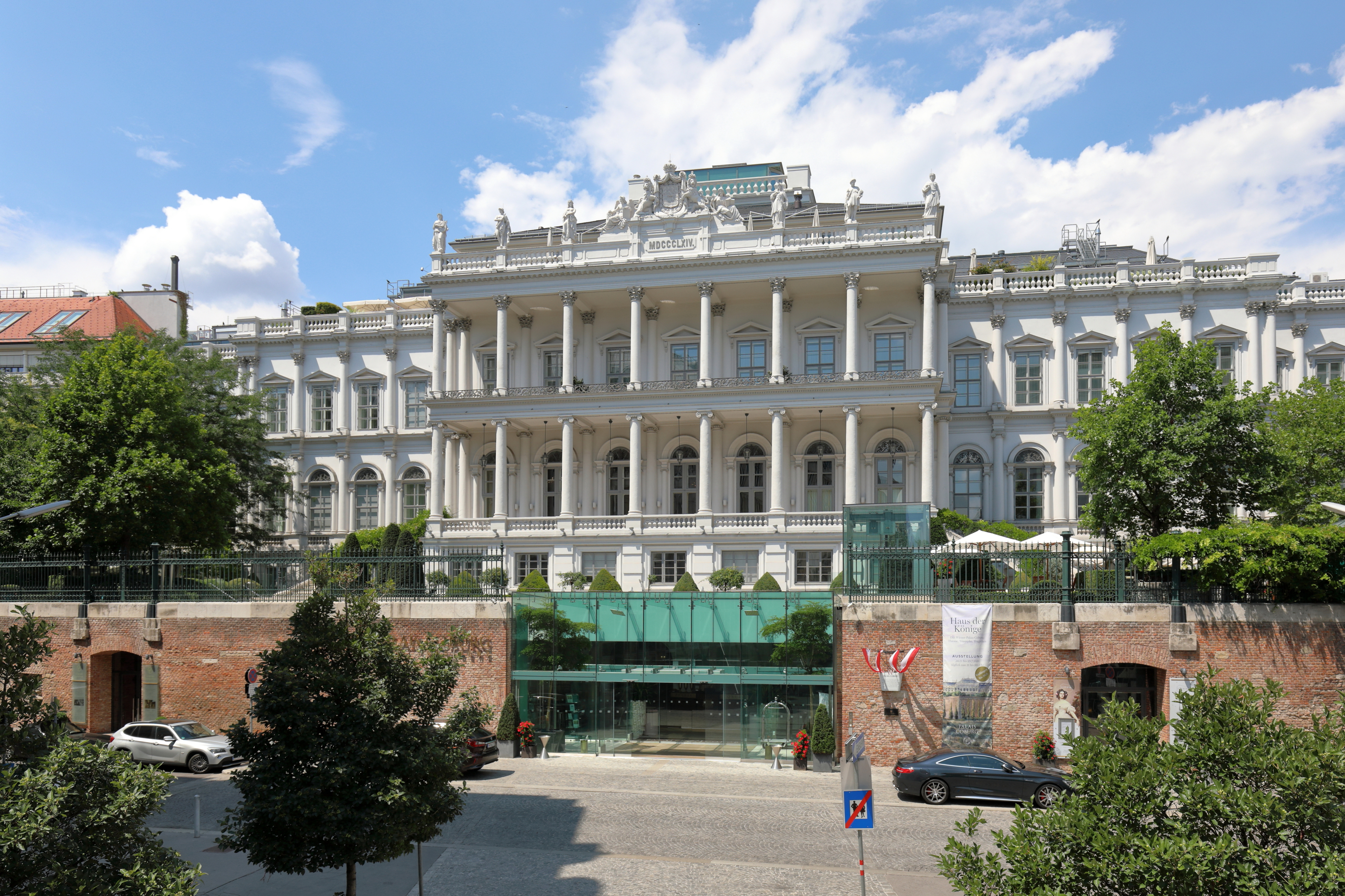
Palais Coburg
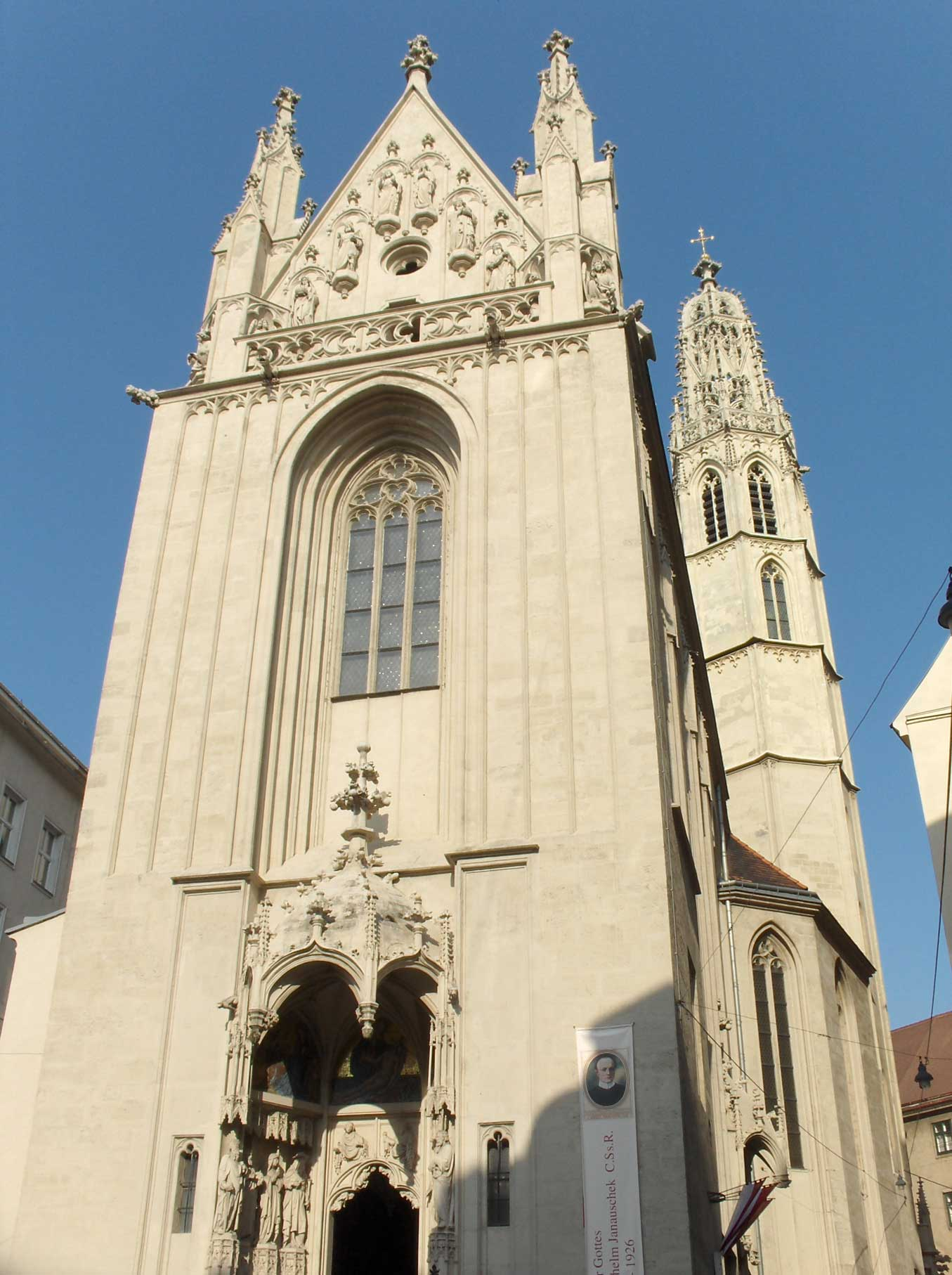
Maria am Gestade